# Аконтісма
Аконтісма (давньогрецька: Ἀχόντισμα), також називають Герконтрома — поселення у стародавній Македонії поблизу кордону Фракії на узбережжі та на Віа Егнатія, за 8 або 9 миль (13–15 км) на схід від Неаполіса (сучасна Кавала), на однойменному перевалі. Його місце було ідентифіковано за останками приблизно в 2 милях (3 км) на схід від Неа Карвалі.
Розповідь, що описує політичну консолідацію стародавньої Македонії, визначила Аконтісму як форпост, розташований на крайній східній межі македонської території. У римські часи Аконтісма була також східним кордоном провінції Македонії. Це поселення, яке в деяких джерелах описувалося як гірський перевал і прикордонний прохід, було включено в один із написів Траяна з посиланням на ремонт дороги.